# Zur heiligen Dreifaltigkeit (Bechtheim)

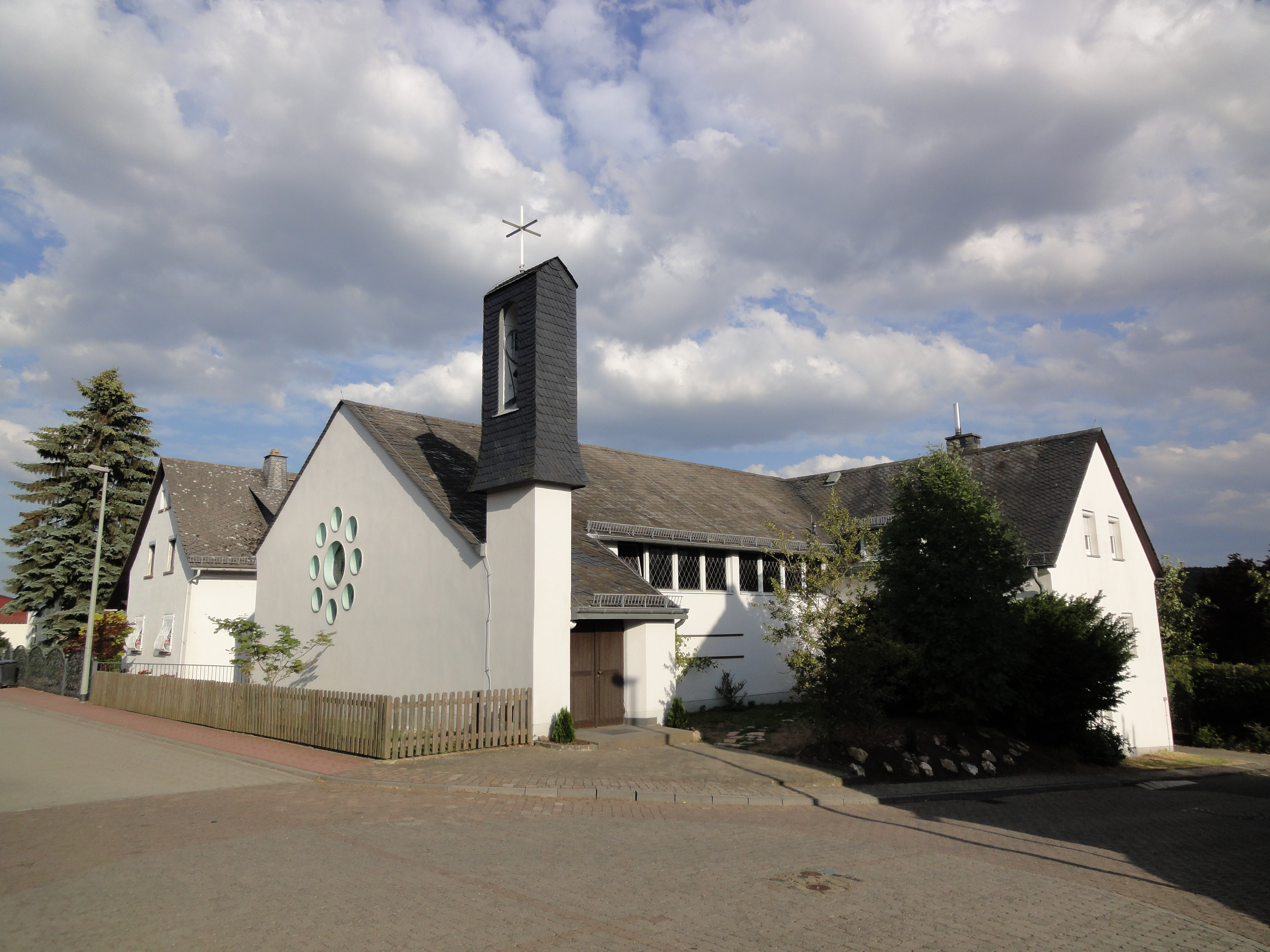
Die ehemalige katholische Pfarrkirche Zur heiligen Dreifaltigkeit

Die vormalige katholische Pfarrkirche Zur heiligen Dreifaltigkeit ist eine von drei Kirchen im Ortsteil Bechtheim der Taunusgemeinde Hünstetten. Sie wurde in den Jahren 1952/53 errichtet und ist als sogenannte Flüchtlingskirche anzusehen. Infolge der Vertreibungen des Zweiten Weltkriegs wurden viele, meist katholische Flüchtlinge aus dem Sudetenland, aus Oberschlesien und aus Ungarn im stark evangelisch geprägten Bechtheim angesiedelt. Diese errichteten mit großer Eigenleistung und Eigenhilfe die heute denkmalgeschützte Kirche. Sie wurde zum 1. Oktober 2007 profaniert.

## Einzelnachweis
1. ↑  Amtsblatt November 2007, Nr. 609

Koordinaten: 50° 16′ 28,8″ N, 8° 11′ 15,6″ O